# Birdlip
Birdlip är en by och civil parish i distriktet Cotswold, i grevskapet Gloucestershire, i England. Byn är belägen 8 km från Cheltenham. Civil parishen inrättades den 1 april 2023.